# Formalismo di Keldysh
Il formalismo di Keldysh (dal fisico russo Mstislav Keldyš), è un formulazione tensoriale della teoria delle funzioni di Green fuori equilibrio che permette di scrivere le equazioni fondamentali della teoria in una maniera particolarmente compatta ed elegante. 